# Liste der denkmalgeschützten Objekte in Sandl
Die Liste der denkmalgeschützten Objekte in Sandl enthält die 4 denkmalgeschützten, unbeweglichen Objekte in Sandl.

## Denkmäler
| Foto |                 | Denkmal                                                                 | Standort                          | Beschreibung | Metadaten |
| ---- | --------------- | ----------------------------------------------------------------------- | --------------------------------- | --- | --- |
| ja   | Datei hochladen | Kath. Pfarrkirche Hl. Johannes Nepomuk HERIS-ID: 19665 Objekt-ID: 15963 | Kirchenplatz Standort KG: Sandl   | Das dreijochige Langhaus ist spätbarock mit einer Stichkappentonne und wurde um 1740 errichtet. Der Chor ist einjochig und der viergeschoßige Turm schließt daran an. Der Hochaltar aus dem Jahr 1742 nimmt auf die Legende des Heiligen Johannes Nepomuk Bezug. Der Großteil des Innenraums stammt noch aus der Erbauungszeit. | BDA-Hist.: Q37848264 Status: § 2a Stand der BDA-Liste: 2025-06-30 Name: Kath. Pfarrkirche Hl. Johannes Nepomuk GstNr.: .43 Pfarrkirche Sandl |
| ja   | Datei hochladen | Pfarrhof HERIS-ID: 19666 Objekt-ID: 15964                               | Kirchenplatz 1 Standort KG: Sandl | Ein zweigeschoßiger, kubischer Bau mit barocken Fensterkörben und einem Walmdach. Im Inneren mit Stichkappentonnen und Kreuzgratgewölben. | BDA-Hist.: Q37848280 Status: § 2a Stand der BDA-Liste: 2025-06-30 Name: Pfarrhof GstNr.: .45                                                 |
| ja   | Datei hochladen | Schule, Kindergarten HERIS-ID: 19648 Objekt-ID: 15946                   | Kirchenplatz 3 Standort KG: Sandl | Die ehemalige Schule beherbergt heute den Kindergarten und ist durch eine Tormauer mit dem Pfarrhof verbunden. Das zweigeschoßige Gebäude hat ein Walmdach aus 1900. | BDA-Hist.: Q37848213 Status: § 2a Stand der BDA-Liste: 2025-06-30 Name: Schule, Kindergarten GstNr.: .44                                     |
| ja   | Datei hochladen | Inleuthäusl vom Berghaus Nr.3 HERIS-ID: 46615 Objekt-ID: 48734          | Schönberg 4 Standort KG: Sandl    | Das Wohnhaus der Arbeitskräfte des Berghauses, die weder Haus- noch Grundbesitz hatten. | BDA-Hist.: Q38022908 Status: Bescheid Stand der BDA-Liste: 2025-06-30 Name: Inleuthäusl vom Berghaus Nr.3 GstNr.: .86                        |

## Ehemalige Denkmäler
| Foto |                 | Denkmal                                                          | Standort                           | Beschreibung | Metadaten |
| ---- | --------------- | ---------------------------------------------------------------- | ---------------------------------- | --- | --- |
| ja   | Datei hochladen | Bauernhaus, Gstöttnhaus HERIS-ID: 19651 Objekt-ID: 15949bis 2020 | Steinkreuz 7 Standort KG: Königsau | Ein eingeschoßiger Hakenhof mit strohgedeckten Satteldächern. Die Holzbalkendeck im Inneren hat einen Rüstbaum mit der Jahreszahl 1752. | BDA-Hist.: Q37848228 Status: Bescheid Stand der BDA-Liste: 2020-02-29 Name: Bauernhaus, Gstöttnhaus GstNr.: .18/1, .18/2 |